# ジョンストン (ロードアイランド州)
ジョンストン（英: Johnston）は、アメリカ合衆国ロードアイランド州のプロビデンス郡にある町。人口は2万9568人（2020年）。町内には1691年に建設されたストーン・エンドの家屋、クレメンス・アイアンズ邸があり、現在は博物館になっている。町は1759年3月6日に法人化され、町名は植民地時代の検事総長オーガスタス・ジョンストンにちなんで名付けられた。

## 歴史

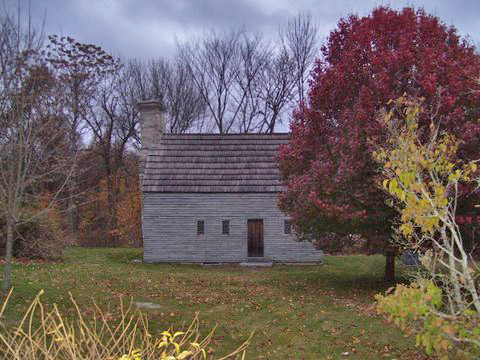
クレメンス・アイアンズ邸、珍しいストーン・エンドの家屋、1691年建設

ジョンストンとなった地域には、17世紀にイングランド人開拓者が農業社会として入植した。1759年、町はプロビデンスから公式に分離し、1759年3月6日に法人化された。町名は当時の植民地検事総長オーガスタス・ジョンストンにちなんで名付けられた。ジョンストンは1765年の印紙法に対する抗議のときにその人形（ひとがた）を焼かれ、アメリカ独立戦争の1779年にはロイヤリストとしてロードアイランドから逃げ出すことになった。ジョンストンで最初の礼拝所は、1771年にベルナップに建設されたバプテストの集会所だった。アメリカ独立戦争のとき、ロードアイランド州では唯一の火薬工場がグラニットビルに建設され、1779年にはジョン・サリバン将軍がニューヨークで戦うためにロードアイランドから出発するときに、町がディナーを出した。1790年、町で初の公立学校であるベルナップ学校が設立された。1791年、プロビデンス・アンド・ノリッジ・ターンパイク（現在のプレーンフィールド・パイク）が認証された。

## 地理
アメリカ合衆国国勢調査局に拠れば、市域全面積は24.4平方マイル (63 km2)であり、このうち陸地23.7平方マイル (61 km2)、水域は0.7平方マイル (1.8 km2)で水域率は2.91%である。

### 地区
ジョンストン町内には以下の地区がある。
- ソーントン（クランストンの一部を含む）
- グラニットビル
- ヒューズデール
- モーガンミルズ
- マントン
- シモンズビル
- ポカセット
- ウェストエンド
- ベルナップ
- フロッグシティ

## 人口動態
以下は2010年の国勢調査による人口統計データである。
| 基礎データ - 人口: 28,195 人 - 世帯数: 11,197 世帯 - 家族数: 7,725 家族 - 人口密度: 459.9人/km2（1,191.4 人/mi2） - 住居数: 11,574 軒 - 住居密度: 188.8軒/km2（489.1 軒/mi2） 人種別人口構成 - 白人: 96.66% - イタリア系: 46.7%（国内最高） - アフリカン・アメリカン: 0.65% - ネイティブ・アメリカン: 0.13% - アジア人: 1.08% - 太平洋諸島系: 0.05% - その他の人種: 0.55% - 混血: 0.88% - ヒスパニック・ラテン系: 1.89% | 年齢別人口構成 - 18歳未満: 20.9% - 18-24歳: 6.3% - 25-44歳: 30.0% - 45-64歳: 23.9% - 65歳以上: 18.9% - 年齢の中央値: 41歳 - 性比（女性100人あたり男性の人口） - 総人口: 88.2 - 18歳以上: 84.9 世帯と家族（対世帯数） - 18歳未満の子供がいる: 27.8% - 結婚・同居している夫婦: 53.9% - 未婚・離婚・死別女性が世帯主: 11.4% - 非家族世帯: 31.0% - 単身世帯: 26.6% - 65歳以上の老人1人暮らし: 13.2% - 平均構成人数 - 世帯: 2.47人 - 家族: 3.02人 | 収入と家計（2000年データ） - 収入の中央値 - 世帯: 43,514米ドル - 家族: 54,837米ドル - 性別 - 男性: 40,210米ドル - 女性: 29,314米ドル - 人口1人あたり収入: 21,440米ドル - 貧困線以下 - 対人口: 8.3% - 対家族数: 6.8% - 18歳未満: 9.0% - 65歳以上: 13.6% |

## 町政府
ジョンストン町は町長1人と、5人の委員が構成する町政委員会が治めている。
町にはジョンストン警察署がある。

## 教育
ジョンストン教育学区には小学校4校、中学校1校、高校1校がある。ジョンストン・シニア高校は2005年ロードアイランド州教育省リージェント表彰学校になった。ただし、まだ信任されないままである。
2008年、ジョンストン教育委員会がグラニットビル小学校とカレフ小学校を閉鎖することを決めた。この閉鎖で影響される児童はブラウンアベニュー小学校とウィンザーヒル小学校に転籍になった。学校の役人、父兄、教師が、不適切な要員、地区の混雑した交通事情、特殊な需要のある児童に対する注意の不足について苦情を言っていたので、この決定は議論にならなかった。

## メディア
ジョンストン町内では地方週刊紙の「ジョンストン・サンライズ」が発行されている。この新聞は無料であり、多くの企業に置かれている。
NBC系のニュース・テレビ局WJAR、10チャンネルがロードアイランド州とマサチューセッツ州で放送を流している。放送局はプロビデンス市にある。
ABC系のニュース・テレビ局WLNE-TV、6チャンネルがロードアイランド州とマサチューセッツ州で放送を流している。
フォックステレビ系のプロビデンス・アイウィットネス・ニューズ・チャンネルWPRI-TV、12チャンネルがロードアイランド州とマサチューセッツ州で放送を流している。
ニューイングランド・ケーブル・ニューズ"NECN"は、ボストンを本拠にするケーブル・ニューズ局であり、ニューイングランド全てのニュースをカバーしている。

## 経済
保険会社のFMグローバルがジョンストンを本拠にしている。